# Велика Британія на літніх Олімпійських іграх 1948
На літніх Олімпійських іграх 1948 року Велику Британію представляли 398 спортсменів (331 чоловік та 68 жінок). Вони завоювали 3 золотих, 14 срібних і 6 бронзових медалей, що вивело збірну на 12-е місце у неофіційному командному заліку.

## Медалісти
| Медаль | Спортсмен | Вид спорту            | Дисципліна                              |
| ------ | --- | --------------------- | --------------------------------------- |
| Золото | Річард Бернелл Берт Бушнелл | Академічне веслування | Чоловіки, двійки парні                  |
| Золото | Джек Вілсон Рен Лорі | Академічне веслування | Чоловіки, двійки орні без рульового     |
| Золото | Стюарт Морріс Девід Бонд | Вітрильний спорт      | Клас «Ластівка»                         |
| Срібло | Елістер Маккоркводейл Джек Грегорі Кеннет Джоунс Джон Арчер | Легка атлетика        | Чоловіки, естафета 4 × 100 м            |
| Срібло | Том Річардс | Легка атлетика        | Чоловіки, марафон                       |
| Срібло | Дороті Менлі | Легка атлетика        | Жінки, 100 м                            |
| Срібло | Одрі Вільямсон | Легка атлетика        | Жінки, 200 м                            |
| Срібло | Морін Гарднер | Легка атлетика        | Жінки, 80 м з бар'єрами                 |
| Срібло | Дороті Одам | Легка атлетика        | Жінки, стрибки у висоту                 |
| Срібло | Джон Райт | Бокс                  | Чоловіки, до 73 кг                      |
| Срібло | Дональд Скотт | Бокс                  | Чоловіки, до 80 кг                      |
| Срібло | Роберт Мейтленд Ян Скотт Ґордон Томас | Велоспорт             | Чоловіки, командна гонка по шосе        |
| Срібло | Реджинальд Гарріс | Велоспорт             | Чоловіки, спринт                        |
| Срібло | Реджинальд Гарріс Алан Бенністер | Велоспорт             | Чоловіки, тандем                        |
| Срібло | Роберт Едлард Норман Борретт Девід Броді Роналд Девіс Вілльям Ґріффітс Фредерік Ліндсей Вілльям Ліндсей Джон Пік Френк Рейнольдс Джордж Сайм Майкл Волфорд Вілльям Вайт | Хокей на траві        | Чоловіки                                |
| Срібло | Крістофер Бартон Майкл Лапейдж Гай Річардсон Ернест Бірчер Пол Масси Чарлз Ллойд Джон Мейрік Альфред Меллоус Джек Діалан                                                | Академічне веслування | Чоловіки, вісімки                       |
| Срібло | Джуліан Крус | Важка атлетика        | Чоловіки, до 56 кг                      |
| Бронза | Теренс Джонсон | Легка атлетика        | Чоловіки, ходьба 50 км                  |
| Бронза | Томас Гудвін | Велоспорт             | Чоловіки, гіт                           |
| Бронза | Томас Гудвін Вілфрид Вотерс Алан Джелдард Девід Рікеттс | Велоспорт             | Чоловіки, командна гонка переслідування |
| Бронза | Гаррі Ллевеллін Генрі Ніколл Артур Карр | Кінний спорт          | Конкур, командна першість               |
| Бронза | Кетрін Гібсон | Плавання              | Жінки, 400 м вільним стилем             |
| Бронза | Джеймс Голлідей | Важка атлетика        | Чоловіки, до 67,5 кг                    |